# Finder Series
Finder Series (ファインダーシリーズ?, Faindā shirīzu) è un manga yaoi scritto da Ayano Yamane originariamente serializzato sulle riviste Be x Boy GOLD e B-Boy Zips. Dal 2001 al 2005, i capitoli sono stati raccolti in tre tankōbon dalla casa editrice Biblos, quando la compagnia è fallita. La serie è stata poi acquistata dalla casa editrice Libre, che ha ristampato i primi tre volumi prima di continuare con il quarto. Attualmente sono stati pubblicati quattordici volumi, diversi drama-CD e un artbook.

## Trama
Il ventitreenne Takaba Akihito è un giovane fotografo freelance che è orgoglioso del suo lavoro e cerca uno "scoop" sensazionale. Dopo aver fotografato i loschi affari di Asami Ryuichi, quest'ultimo lo rapisce e stupra, dando inizio ad una relazione sadomasochista tra di loro, poiché pur trovandosi su poli opposti si sentono continuamente attratti l'uno dall'altro. Fei Long, un boss Cinese che incolpa Asami della morte del padre, si interessa a Takaba, cercando tramite il ragazzo un modo per vendicarsi.

## Personaggi
Ryūichi Asami (麻見隆一?, Asami Ryūichi)
Doppiato da: Takehito Koyasu (primo drama CD), Takaya Kuroda (secondo drama CD e OAV)
Ha 35 anni, è un potente uomo d'affari e proprietario di un night club, ma dietro questa facciata si nasconde uno dei più potenti capi della yakuza giapponese. Un uomo tanto freddo quanto affascinante e abituato a farsi obbedire in ogni circostanza fino a quando non incontrerà Akihito e grazie al suo temperamento Asami si invaghirà sempre di più del ragazzo costringendolo con ogni mezzo a fare sesso con lui
Akihito Takaba (高羽 秋仁?, Takaba Akihito)
Doppiato da: Akira Sasanuma (primo drama CD), Tetsuya Kakihara (secondo drama CD e OAV)
Ha 23 anni ed è un ambizioso fotografo freelance. È così arrivista da accettare un incarico molto rischioso: cercherà di fotografare un traffico di droga, ma non andrà a finire come aveva programmato e finirà catturato da Asami e anche da Fei Long. Nonostante questo cercherà sempre di incontrare Asami, sentendosi irrimediabilmente attratto da lui, anche se troppo orgoglioso per ammetterlo.
Feiron Ryū (劉飛龍?, Ryū Feiron, in pinyin Liú Fēilóng)
Doppiato da: Hideo Ishikawa (primo drama CD), Nobuo Tobita (secondo drama CD e OAV)
Ha 28 anni ed è uno spietato e freddo capo della mafia cinese del clan del Serpente Bianco. È legato ad Asami per qualche motivo legato al loro passato ed è un uomo senza scrupoli tanto da rapire Akihito, approfittando di lui per ottenere quello che vuole.

## Media

### Manga
Il manga, scritto e disegnato da Ayano Yamane, è stato originariamente serializzato dal 2001 al 2005 sulla riviste Be x Boy GOLD e B-Boy Zips edite da Biblos. I capitoli sono stati raccolti in 3 volumi tankōbon pubblicati dal 10 marzo 2002 all'11 novembre 2005. A seguito del fallimento dell'azienda, la serie è stata acquistata dalla casa editrice Libre, che ha ristampato i primi 3 volumi a partire dal 31 marzo 2007 prima di continuare con il quarto. Al 26 novembre 2024 sono stati pubblicati 14 volumi.
In Italia la serie è stata inizialmente pubblicata da Kappa Edizioni dal 30 giugno 2005 al 30 settembre 2014 per i primi 5 volumi mentre i successivi sono editi da Magic Press che ha anche ristampato i precedenti in una nuova edizione. Nella tabella sottostante vengono indicati sia i titoli italiani della Kappa Edizioni (a sinistra per i primi 5 volumi) che quelli della Magic Press (a destra). La traduzione dei testi della versione edita da Kappa Edizioni è stata curata da Massimiliano De Giovanni, K. Yamada e Emilio Martini.
| Nº | Titolo italiano (edizione Kappa Edizioni / edizione Magic Press) Giapponese 「Kanji」 - Rōmaji                                                                                                   | Data di prima pubblicazione | Data di prima pubblicazione |
| Nº | Titolo italiano (edizione Kappa Edizioni / edizione Magic Press) Giapponese 「Kanji」 - Rōmaji                                                                                                   | Giapponese | Italiano |
| 1  | You're my love prize in viewfinder / Bersaglio nel mirino 「ファインダーの標的」 - Faindā no hyōteki                                                                                             | 10 marzo 2002 (Biblos) 31 marzo 2007 (Libre) ISBN 4-8352-1319-X (Biblos) ISBN 978-4-86263-152-7 (Libre)                                  | 30 giugno 2005 (Kappa Edizioni) 21 gennaio 2021 (Magic Press) ISBN 88-7471-077-1 (Kappa Edizioni) ISBN 978-88-6913-701-3 (Magic Press)        |
| 1  | Capitoli - Bersaglio nel mirino - Fixer - Love Mission - Piante in amore - Risky Society - God Bless My Justice - Abbracciando una notte ardente                                                 | | |
| 2  | You're my love prize in binding cage / Gabbia nel mirino 「ファインダーの檻」 - Faindā no ori | 10 maggio 2004 (Biblos) 1º maggio 2007 (Libre) ISBN 4-8352-1590-7 (Biblos) ISBN 978-4-86263-171-8 (Libre)                                | 26 settembre 2010 (Kappa Edizioni) 4 febbraio 2021 (Magic Press) ISBN 978-88-7471-268-7 (Kappa Edizioni) ISBN 978-88-6913-707-5 (Magic Press) |
| 2  | Capitoli - Body Chase - Il fiore in cima all'alto palazzo I - Il fiore in cima all'alto palazzo II - Il fiore in cima all'alto palazzo III - Il fiore in cima all'alto palazzo IV - DNA in amore | | |
| 3  | You're my love prize of one wing / Ala nel mirino 「ファインダーの隻翼」 - Faindā no sekiyoku | 11 novembre 2005 (Biblos) 1º giugno 2007 (Libre) ISBN 4-8352-1821-3 (Biblos) ISBN 978-4-86263-192-3 (Libre)                              | 19 dicembre 2010 (Kappa Edizioni) 11 marzo 2021 (Magic Press) ISBN 978-88-7471-300-4 (Kappa Edizioni) ISBN 978-88-6913-714-3 (Magic Press)    |
| 3  | Capitoli - Naked Truth - Naked Truth II - Naked Truth III - Naked Truth IV - Naked Truth V - Love Surprise - Quattrocchi dolce al forno - Baby Leaf in amore                                     | | |
| 4  | You're my naked truth in viewfinder / Prigioniero nel mirino 「ファインダーの虜囚」 - Faindā no ryoshū                                                                                           | 8 giugno 2007 ISBN 978-4-86263-197-8 | 31 luglio 2011 (Kappa Edizioni) 2 aprile 2021 (Magic Press) ISBN 978-88-7471-346-2 (Kappa Edizioni) ISBN 978-88-6913-720-4 (Magic Press)      |
| 4  | Capitoli - Naked Truth - Arco di Hong Kong - Naked Truth - Arco di Hong Kong (Extra) - Una brillante giornata di Akihito Takaba - Fotografo lavoratore                                           | | |
| 5  | You're my Temporary Paradise in Viewfinder / Verità nel mirino 「ファインダーの真実」 - Faindā no shinjitsu                                                                                      | 10 giugno 2009 ISBN 978-4-86263-606-5 | 30 settembre 2014 (Kappa Edizioni) 6 maggio 2021 (Magic Press) ISBN 978-88-9800-270-2 (Kappa Edizioni) ISBN 978-88-6913-729-7 (Magic Press)   |
| 6  | - / Passione nel mirino 「ファインダーの熱情」 - Faindā no netsujō | 9 aprile 2011 ISBN 978-4-86263-943-1 | 3 giugno 2021 ISBN 978-88-6913-741-9 |
| 7  | - / Desiderio nel mirino 「ファインダーの渇望」 - Faindā no katsubō | 10 aprile 2014 ISBN 978-4-7997-1493-5 | 1º luglio 2021 ISBN 978-88-6913-745-7 |
| 8  | - / Promessa segreta nel mirino 「ファインダーの密約」 - Faindā no mitsuyaku | 7 maggio 2016 ISBN 978-4-7997-2928-1 | 2 settembre 2021 ISBN 978-88-6913-767-9 |
| 9  | - / Batticuore nel mirino 「ファインダーの鼓動」 - Faindā no kodō | 28 agosto 2018 (ed. limitata) 9 novembre 2019 (ed. regolare) ISBN 978-4-7997-4101-6 (ed. regolare) ISBN 978-4-7997-3972-3 (ed. limitata) | 4 novembre 2021 ISBN 978-88-6913-785-3 |
| 10 | - / Luna di miele nel mirino 「ファインダーの蜜月」 - Faindā no mitsugetsu | 10 dicembre 2019 ISBN 978-4-7997-4603-5                                                                                                  | 6 gennaio 2022 ISBN 978-88-6913-800-3 |
| 11 | - / Limite estremo nel mirino 「ファインダーの最果て」 - Faindā no saihate | 28 aprile 2021 ISBN 978-4-79-975218-0 | 12 maggio 2022 ISBN 978-88-6913-849-2 |
| 12 | - / Abbraccio nel mirino 「ファインダーの抱擁」 - Faindā no hōyō | 30 giugno 2022 ISBN 978-4-79-975765-9 | 21 settembre 2023 ISBN 978-88-6913-944-4 |
| 13 | - / Miraggio nel mirino 「ファインダーの陽炎」 - Faindā no kagerō | 28 agosto 2023 ISBN 978-4-79-976390-2 | 20 febbraio 2025 ISBN 978-88-6913-479-1 |
| 14 | 「ファインダーの溺愛」 - Faindā no dekiai | 26 novembre 2024 ISBN 978-4-79-976963-8                                                                                                  | — |

### Light novel
Un adattamento light novel scritto da Ai Satoko e illustrato da Ayano Yamane è stato pubblicato da Libre per un totale di 2 volumi usciti rispettivamente il 28 settembre 2012 e il 19 gennaio 2017.
| Nº | Titolo italiano (traduzione letterale) Giapponese 「Kanji」 - Rōmaji | Data di prima pubblicazione              | Data di prima pubblicazione |
| Nº | Titolo italiano (traduzione letterale) Giapponese 「Kanji」 - Rōmaji | Giapponese                               |                             |
| 1  | Lo stigma del cercatore 「ファインダーの烙印」 - Faindā no rakuin    | 28 settembre 2012 ISBN 978-4-7997-1194-1 |                             |
| 2  | Il cercatore nel mirino 「ファインダーの蒼炎」 - Faindā no sōen      | 19 gennaio 2017 ISBN 978-4-7997-3161-1   |                             |

### OAV
Un adattamento OAV di Target in the Finder (ファインダーの標的?) è stato pubblicato da ANiMix Project rispettivamente il 29 febbraio 2012 e il 28 agosto 2015 e presenta i doppiatori giapponesi Tetsuya Kakihara nei panni di Akihito, Takaya Kuroda nel ruolo di Asami e Nobuo Tobita in quello di Feiron. Non si tratta di una serie animata del tutto in quanto l'animazione è limitata solo alla bocca, agli occhi ed alcuni importanti movimenti del corpo dei personaggi presenti nel corso delle scene. Nella prima edizione è stato incluso Un CD speciale con i discorsi dei doppiatori.
| Nº | Titolo italiano (traduzione letterale) Giapponese 「Kanji」 - Rōmaji | Prima edizione   | Prima edizione |
| Nº | Titolo italiano (traduzione letterale) Giapponese 「Kanji」 - Rōmaji | Giapponese       |                |
| 1  | Bersaglio nel mirino 「ファインダーの標的」 - Faindā no hyōteki      | 29 febbraio 2012 |                |
| 2  | Ala nel mirino 「ファインダーの隻翼」 - Faindā no sekiyoku           | 28 agosto 2015   |                |

### Drama CD
Un drama CD a due dischi del primo volume della serie, contenente 10 tracce, è stato pubblicato dalla Geneon Entertainment sotto l'etichetta Cue Egg il 25 maggio 2007. Le voci sono di Akira Sasanuma (Akihito Takaba), Takehito Koyasu (Ryūichi Asami) e Hideo Ishikawa (Feiron).
Il secondo drama CD a due dischi del terzo volume della serie, è stato pubblicato da Libre Publishing il 28 settembre 2011. Le voci sono di Tetsuya Kakihara (Akihito Takaba), Takaya Kuroda (Ryūichi Asami) e Nobuo Tobita (Feiron). In allegato sono presenti anche i capitoli completi di Naked Truth!, Hard-Working Cameraman Akihito Takaba's Refined Day e "Love Surprise!. Le persone che avevano acquistato esclusivamente dal negozio online di Libre hanno inoltre ricevuto uno speciale CD con i discorsi dei doppiatori.

### Altro
Un character book è stato pubblicato il 18 dicembre 2007 e includeva un poster estraibile.

## Accoglienza
Nel maggio 2009 il Bundesprüfstelle für jugendgefährdende Medien (dipartimento federale tedesco per i media dannosi per i giovani) ha etichettato il primo volume di Finder come "dannoso per i giovani", il che fa sì che il primo volume della serie è stato "limitato alle persone maggiorenni". È stato inoltre vietato mostrare "contenuti incriminati come teaser, trailer o in qualsiasi altro contesto pubblicitario". In risposta, la sede tedesca di Tokyopop ha rimosso le informazioni riguardanti il primo volume dal proprio sito web ma ha continuato a elencare gli altri tre volumi che aveva già pubblicato.
Nell'enciclopedia Manga: The Complete Guide, Jason Thompson ha assegnato alla serie una valutazione di 3 stelle e mezzo su 4, affermando che il manga è "scritto in modo opportunamente cupo e minaccioso" per via del suo uso di "sesso illustrato e S&M", e ha elogiato i disegni trovandoli "freddamente attraenti".
La traduzione inglese del terzo volume ad opera di Digital Manga Publishing si è classificata al 4º posto nell'elenco dei migliori venditori di manga del New York Times nella settimana del 1º maggio 2011. La traduzione di SuBLime del settimo volume si è classificata al primo posto nell'elenco dei manga più venduti di New York Times.